# Humbert de Cerjat
Humbert (de) Cerjat (avt. 1415-1487) est un seigneur vaudois fait officier savoyard, notamment bailli du Pays de Vaud. Son rôle est important au cours des guerres de Bourgogne dans la région lémanique. Il a successivement le rôle de gouverneur militaire et d'ambassadeur du duché de Savoie auprès de la Confédération des VIII Cantons. 
La direction du Pays du Vaud lui est remise par Jacques de Savoie, comte de Romont et baron de Vaud, lorsque ce dernier rejoint les armées de son allié Charles le Téméraire.
Humbert est armé chevalier par Charles le Téméraire, pour l'avoir libéré des mains de l'ennemi lors d'une bataille,. 

## Biographie

### Origines

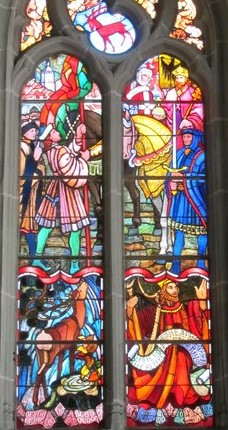
Vitrail de l'Église St-Étienne de Moudon - allégeance du seigneur Rodolphe Cerjat à l'Empereur Sigismond accompagné d'Amédée VIII

Humbert naît avant 1415. Il est le fils de Rodolphe de Cerjat et Guigone d'Avenches. Son père est métral de Moudon, écuyer de Guillaume de Menthonay puis lieutenant-baillival vraisembablement sous Gaspard II de Montmayeur, maréchal de Savoie et bailli de Vaud.
Humbert de Cerjat reçoit en 1425 la première tonsure cléricale dans la cathédrale de Lausanne, mais il n'entre finalement pas dans les ordres. Il devient chef de sa maison à la mort de son frère Antoine en 1439.  
En 1450, il épouse Alexie de Lavigny. Il a pour écuyer Jean d'Estavayer.

### Seigneur régional
Humbert est un seigneur de Vaud. Il est coseigneur de Combremont-le-Petit à partir de l'année 1449. Il devient seigneur de Denezy en 1465, puis trois ans plus tard de La Molière (Estavayer). La seigneurie de la Molière comprend le chateau fort de Murist, dont il ne reste aujourd'hui que la tour de la Molière.
Il est nommé châtelain de Moudon en 1446, puis châtelain et lieutenant baillival de la cité entre 1446 et 1449, et à partir de 1458.
Il est châtelain d'Aubonne en 1450, puis lieutenant du comte de Gruyère. Il devient conseiller personnel de Jacques de Savoie et de Yolande de France, duchesse de Savoie.

### Défenseur des libertés du Pays de Vaud
Au nom des États de Vaud, Humbert Cerjat défend les libertés du pays en 1456 lors de la cession du Pays de Vaud par Louis I au futur Amédée IX. Noble du Saint Empire bénéficiant de l'immédiateté impériale, Humbert demande au duc de prêter personnellement le serment de respecter les franchises du pays. 
Lorsque Humbert rappelle à Amédée de Savoie l’obligation du serment préalable, il lui dit « que la prédicte terre et baronie dudict pays de Vaud avoit été, dès le vieux temps, retenue et réservée d’entre les terres d’Empire, pour être gouvernée selon les franchises, les libertez, les droits, les us et coutumes écrites et non écrites que l’on y avoit coutume d’y observer », et que ces coutumes les ducs de Savoie les jurent toujours personnellement « avant que les susdits sujets même soient tenus, et doivent prêter quelque serment au seigneur dudit pays de Vaud ». C’est ainsi qu’en 1456 Amédée de Savoie prête serment aux nobles vaudois, qui prêtent serment à leur tour.  

### Rôle durant les guerres de Bourgogne

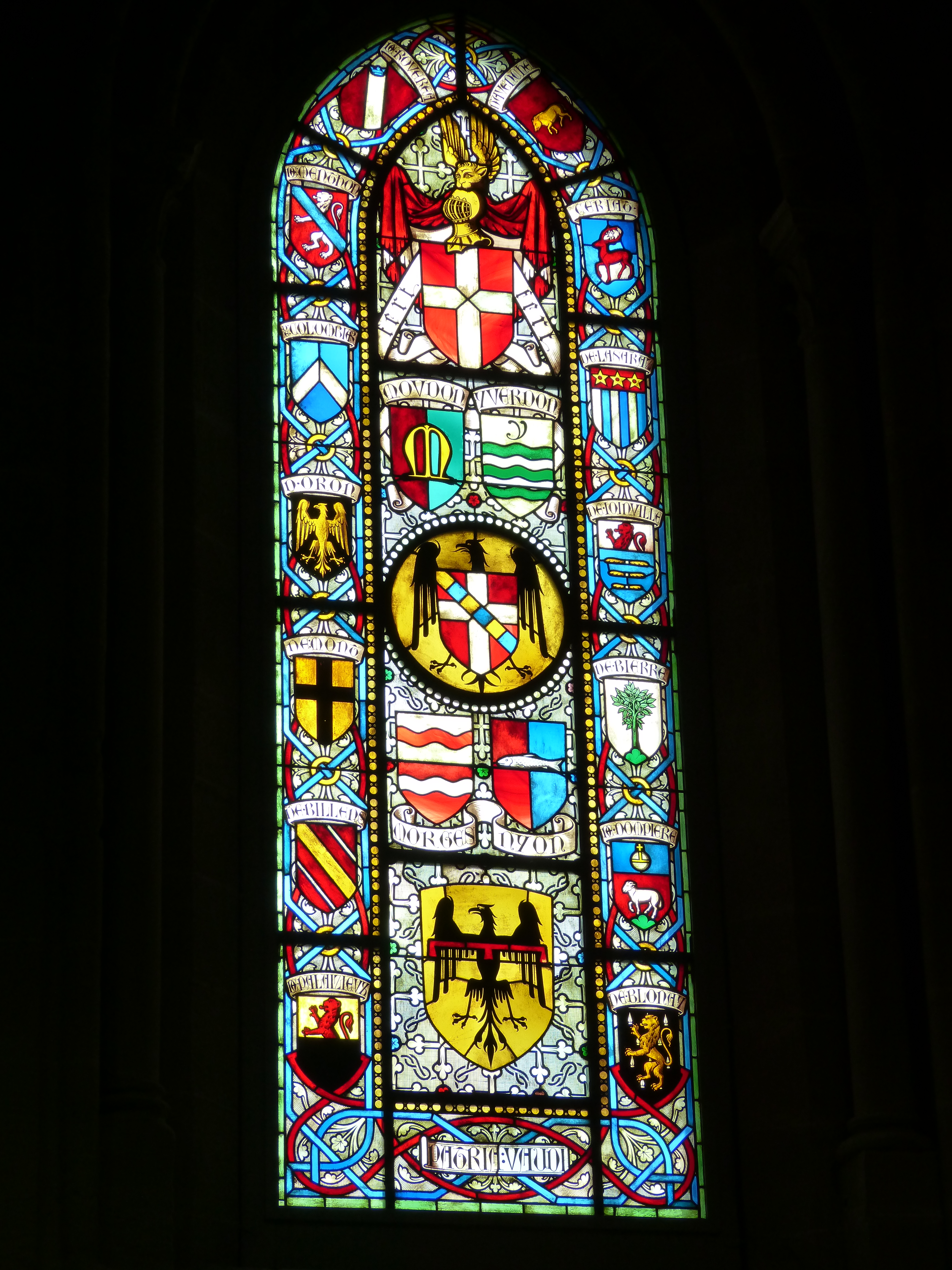
Vitrail de la Cathédrale de Lausanne - armoiries de la noblesse vaudoise au XVe siècle
Armoiries de la maison de Cerjat sur la bordure, en pied d'ogive en haut à droite.

Humbert eut un rôle de diplomate. Il fut à plusieurs reprises l'ambassadeur de Yolande de France, duchesse de Savoie, et de Charles le Téméraire, duc de Bourgogne, auprès de la Confédération des VIII cantons, mais ne parvint pas à empêcher le début des hostilités,. 
En 1474, Humbert est envoyé comme ambassadeur à Lucerne pour agir comme médiateur entre Charles le Téméraire et les confédérés,. L'historien de Gingin de la Sarraz résume ainsi que « Iolande de France, sœur de Louis XI, mère et tutrice du jeune duc de Savoie, Philibert I, députa à cet effet le président de Savoie, Antoine Champion, et le chevalier Humbert Cerjat, bailli du pays de Vaud, à la diète de Lucerne (24 août 1474), pour offrir aux cantons sa médiation auprès du duc de Bourgogne, et prévenir entre eux et lui une rupture dont la régente redoutait les suites pour ses propres états ».  
Cependant, les confédérés, assurés d'une paix perpétuelle avec la maison de Habsbourg et d'une alliance avec Louis XI, déclarent la guerre au Duché de Bourgogne et ses alliés le 24 octobre 1474.  
À la suite de la bataille de la Planta puis de la bataille de Grandson, Humbert tente de pacifier les relations avec les confédérés lors des négociations du château de Vaulruz le 5 mai 1476, sans succès,. La bataille de Morat s'ensuit le 22 juin 1476. La défaite de Charles le Téméraire aboutit à la chute de l'état bourguignon, allié du duché de Savoie. 
Selon l'historien Maxime Reymond, c'est Humbert Cerjat qui, en octobre 1475, assume l'organisation de la défense militaire de Moudon. « Il ne peut empêcher la conquête bernoise, mais quand, le 24 novembre dans une assemblée tenue à Fribourg, les vainqueurs formulent leurs exigences, c'est Humbert qui insiste au nom des États de Vaud pour un adoucissement de leurs prétentions financières et le respect des droits et privilèges du pays. L'année suivante, au lendemain de la bataille de Morat, Humbert Cerjat est au nombre des délégués qui vont demander un armistice aux officiers bernois à Lausanne ». Il avait déjà le mois précédent cherché, avec le comte de Gruyère, à réaliser un accord entre la duchesse de Savoie et les Confédérés. Au congrès de Fribourg, au milieu du mois d'août, il prend une part active en faveur du rétablissement de la paix et c'est lui qui, après la restitution du pays de Vaud à la duchesse Yolande, le 28 février 1478, est désigné comme bailli pour restaurer l'autorité savoyarde à Moudon. 
En 1478, Humbert est établi grand-bailli de Vaud par la duchesse de Savoie et organise la défense du Pays de Vaud contre les confédérés. Le siège baillival est au château de Moudon. 

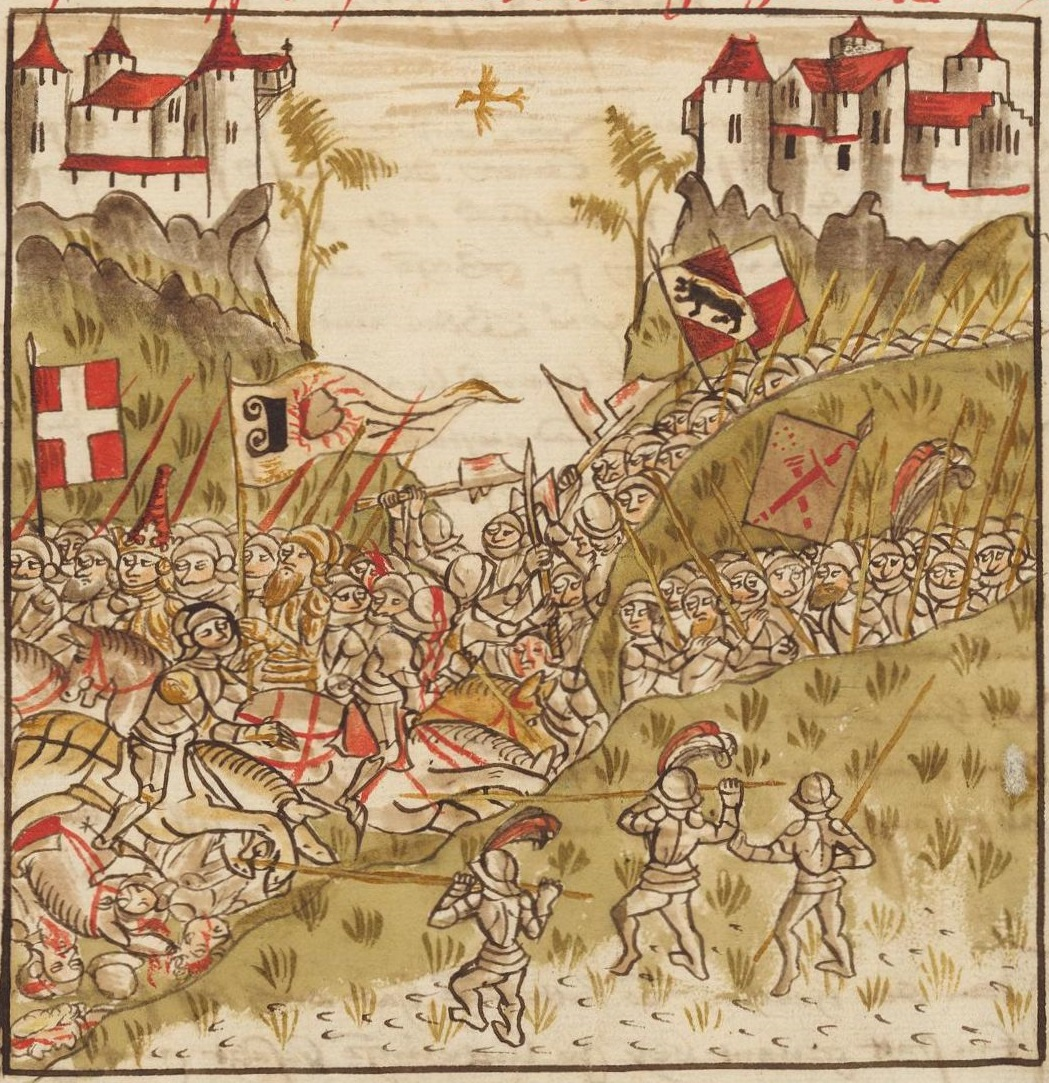
Bataille de la Planta Gerold Edlibach, 1486.
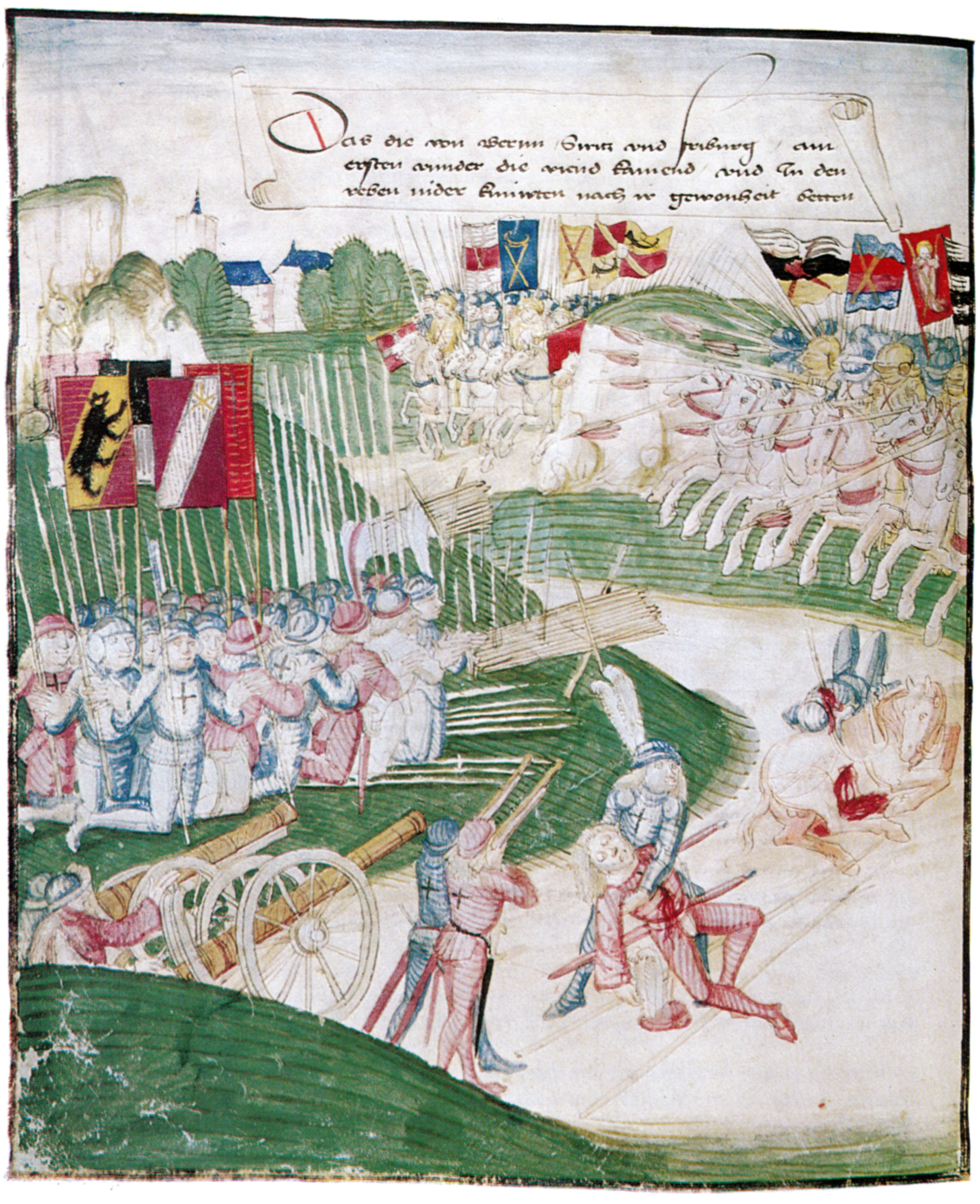
Bataille de Grandson. Diebold Schilling le Vieux.
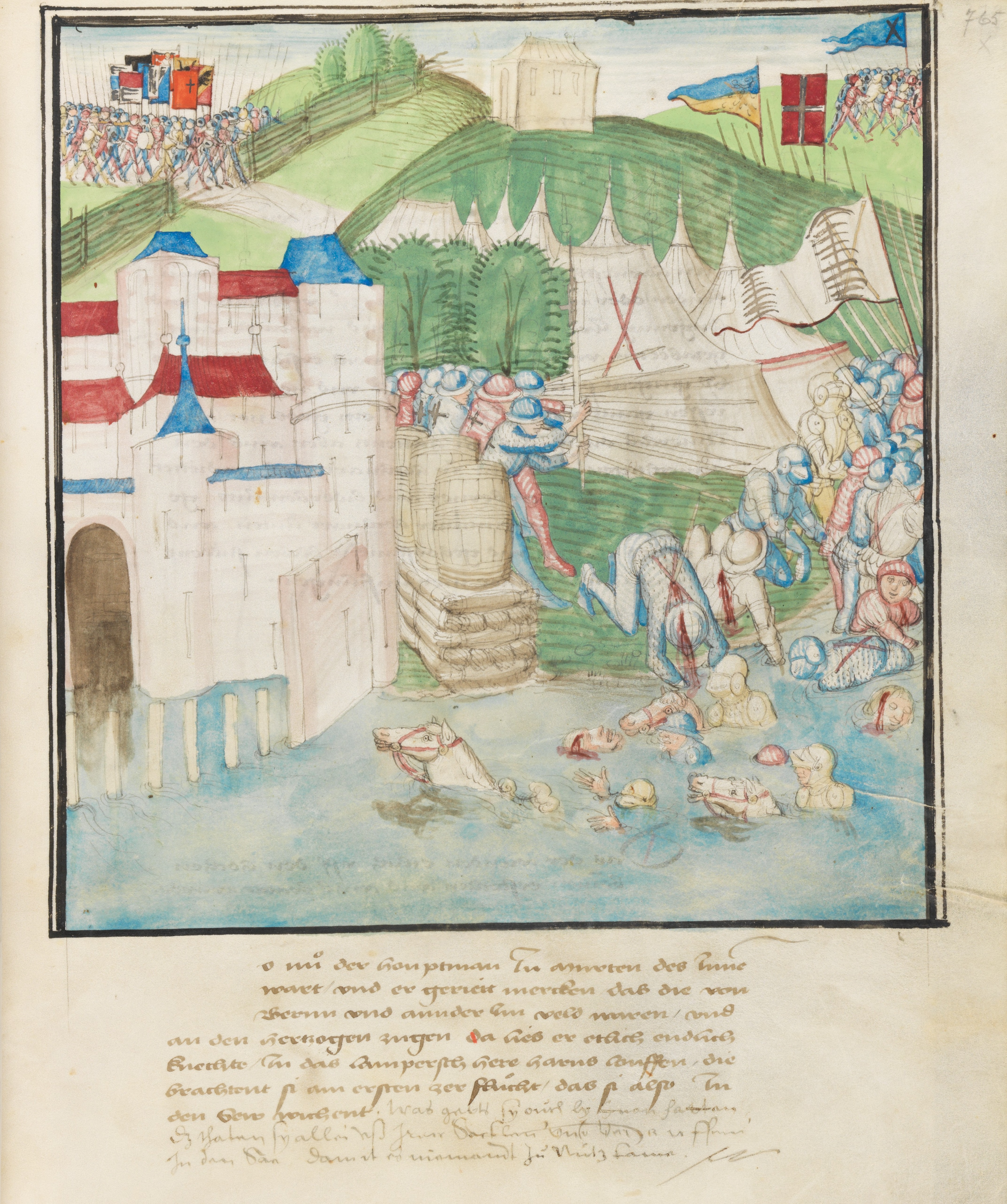
Bataille de Morat. Diebold Schilling le Vieux.

## Postérité bernoise

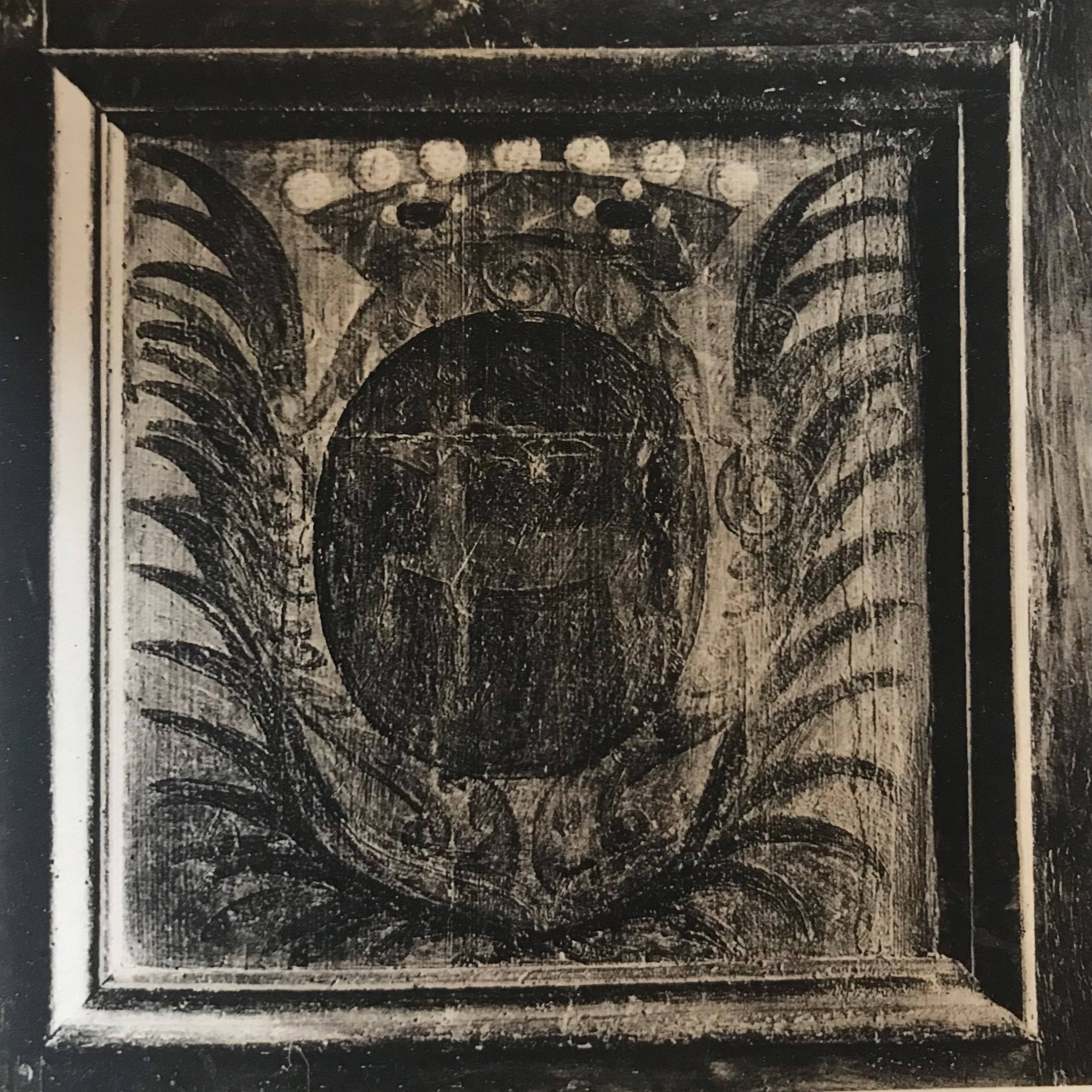
Armoiries de la famille de Cerjat (chateau de Lignerolles, XVIIe siècle).

Les premiers rapprochements entre la noblesse vaudoise et la noblesse bernoise ont lieu au XVIe siècle, après la fin des guerres de Bourgogne. C'est ainsi que Michelle, fille de Pierre de Cerjat († 1563), seigneur de Combremont et de Syens, et de Jeanne de Beaufort, épouse Heinrich von Erlach. Leur fille Anne épouse Johann von Wattenwyl.
La famille de Cerjat est confirmée par leurs Excellences de Berne en 1614 et entre dans la noblesse patricienne de Berne. Elle reçoit la bourgeoisie de Berne en 1793.  